# Dione Housheer
Dione Housheer (n. 26 septembrie 1999, în Gendringen) este o handbalistă neerlandeză care joacă pentru clubul danez Nykøbing Falster HK pe postul de intermediar dreapta. Housheer este și componentă a echipei naționale a Țărilor de Jos, pentru care a jucat la diferite categorii de vârstă.

## Palmares
- Campionatul Țărilor de Jos::
  - Câștigătoare: 2017, 2018

- Cupa Țărilor de Jos::
  -  Câștigătoare: 2018

- Supercupa Țărilor de Jos::
  -  Câștigătoare: 2016

- Cupa Danemarcei::
  -  Câștigătoare: 2018

Echipa națională
- Campionatul Mondial:
  -  Medalie de aur: 2019

- Campionatul European:
  -  Medalie de bronz: 2018

## Distincții personale
- Talentul anului în Eredivisie: 2016/2017[5]
- Jucătoarea anului în Eredivisie: 2017/2018[6]